# Comuna Viperești, Buzău
Viperești (denumită în perioada 1964–1968 Plaiurile) este o comună în județul Buzău, Muntenia, România, formată din satele Muscel, Pălici, Rușavăț, Tronari, Ursoaia și Viperești (reședința).

## Așezare
Comuna se află în vestul județului, în Subcarpații de Curbură, pe valea râului Buzău, acolo unde acest râu primește afluenții Rușavățu și Ursoaia. Este străbătută de șoseaua națională DN10 care leagă Buzăul de Brașov.

## Demografie
Componența etnică a comunei Viperești
     Români (92,13%)
     Romi (4,19%)
     Alte etnii (0%)
     Necunoscută (3,67%)
Componența confesională a comunei Viperești
     Ortodocși (93,12%)
     Adventiști (1,02%)
     Alte religii (0,93%)
     Necunoscută (4,94%)
Conform recensământului efectuat în 2021, populația comunei Viperești se ridică la 3.242 de locuitori, în scădere față de recensământul anterior din 2011, când fuseseră înregistrați 3.493 de locuitori. Majoritatea locuitorilor sunt români (92,13%), cu o minoritate de romi (4,19%), iar pentru 3,67% nu se cunoaște apartenența etnică. Din punct de vedere confesional, majoritatea locuitorilor sunt ortodocși (93,12%), cu o minoritate de adventiști (1,02%), iar pentru 4,94% nu se cunoaște apartenența confesională.

## Politică și administrație
Comuna Viperești este administrată de un primar și un consiliu local compus din 13 consilieri. Primarul, Romi Dedu[*], de la Partidul Social Democrat, este în funcție din 2012. Începând cu alegerile locale din 2024, consiliul local are următoarea componență pe partide politice:
|  | Partid                    | Consilieri | Componența Consiliului | Componența Consiliului | Componența Consiliului | Componența Consiliului | Componența Consiliului | Componența Consiliului | Componența Consiliului | Componența Consiliului |
|  | ------------------------- | ---------- | ---------------------- | ---------------------- | ---------------------- | ---------------------- | ---------------------- | ---------------------- | ---------------------- | ---------------------- |
|  | Partidul Social Democrat  | 8          |                        |                        |                        |                        |                        |                        |                        |                        |
|  | Partidul Național Liberal | 5          |                        |                        |                        |                        |                        |                        |                        |                        |

## Istorie
La sfârșitul secolului al XIX-lea, comuna Viperești făcea parte din plaiul Buzău al județului Buzău și era format din cătunele Viperești și Predești, cu o populație de 1620 de locuitori. În Viperești funcționau o școală și două biserici. În aceeași perioadă, pe actualul teritoriu al comunei mai era organizată tot în plaiul Buzău și comuna Rușavățu. Aceasta era compusă din satele Muscelu-Țigan, Pălici, Râpile, Rușavățu, Tega și Ursoaia, cu o populație de 2670 de locuitori. În ea funcționa o școală cu 34 de elevi la Rușavățu și 6 biserici.
În 1925, cele două comune erau incluse în plasa Pârscov a aceluiași județ. Comuna Viperești avea în componență satele Predești, Tronari și Viperești cu o populație de 2012 locuitori, iar comuna Rușavățu avea aceeași componență și 2916 locuitori.
În 1950, cele două comune au trecut în componența raionului Cislău din regiunea Buzău și apoi (după 1952) din regiunea Ploiești. În 1964, comuna a căpătat temporar denumirea de Plaiurile. În 1968, comuna Rușavățu a fost desființată și împărțită între comunele Pănătău și Viperești (care și-a recăpătat atunci această denumire), la care au trecut satele Rușavățu, Ursoaia, Pălici și Muscelu. Comuna Viperești a fost rearondată atunci județului Buzău, reînființat.

## Monumente istorice
Singurul obiectiv din comuna Viperești inclus pe lista monumentelor istorice din județul Buzău ca monument istoric de interes local este situl arheologic aflat în vatra satului Ursoaia, în punctul „La Movilă”. El cuprinde o așezare din Epoca Bronzului (mileniile al III-lea–al II-lea î.e.n.) și o așezare medievală din secolele al XVI-lea–al XVIII-lea.

## Personalități
- Ștefan Bârsănescu (1895-1984), academician, filosof, pedagog și eseist;
- Ion Caraion (1923–1986), scriitor.